# مشك أباد قديم
مشك أباد قديم هي قرية في مقاطعة هشترود، إيران. عدد سكان هذه القرية هو 58 في سنة 2006.